# Metacatharsius freyi
Metacatharsius freyi là một loài bọ cánh cứng trong họ Bọ hung (Scarabaeidae).